# لاسرتاها
لاسرتاها یا چَلپاسه‌ها (نام علمی: Lacerta) نام یک سرده از تیره سوسماران راستین است.